# Aulacospermum obtusiusculum
Aulacospermum obtusiusculum là một loài thực vật có hoa trong họ Hoa tán. Loài này được (C.B. Clarke) Naqshi, U. Dhar & Kachroo mô tả khoa học đầu tiên năm 1995.